# Оксидація за Сареттом

Оксидація за Сареттом

Оксидація за Сареттом (рос. окисление Саретта, англ. Sarett oxidation) — оксидація первинних і вторинних спиртів до альдегідів (і/або карбонових кислот) та кетонів за допомогою CrO3–-піридинового комплексу. На відміну від аналогічного окислення Джонса, окислення Саретта не призводить до подальшого окислення первинних спиртів до форми карбонової кислоти, а також не впливає на подвійні зв'язки вуглець-вуглець. Однак, використання оригінального окислення Саретта в значній мірі застаріло, на користь інших модифікованих методів окислення. Неспотворена реакція все ще іноді використовується в навчальних цілях і в невеликих лабораторних дослідженнях.

## Історія

### Перша поява
Реакція названа на честь американського хіміка Льюїса Гастінгса Саретта (Lewis Hastings Sarett, 1917-1999). Перший опис її використання з'являється в статті 1953 року у співавторстві з Сареттом, яка стосується синтезу стероїдів надниркових залоз. У статті пропонується використовувати піридинхромовий комплекс CrO3-2C5H5N  для окислення первинних і вторинних спиртів. Пізніше цей комплекс стане відомим як "реактив Саретта".

### Модифікації та удосконалення

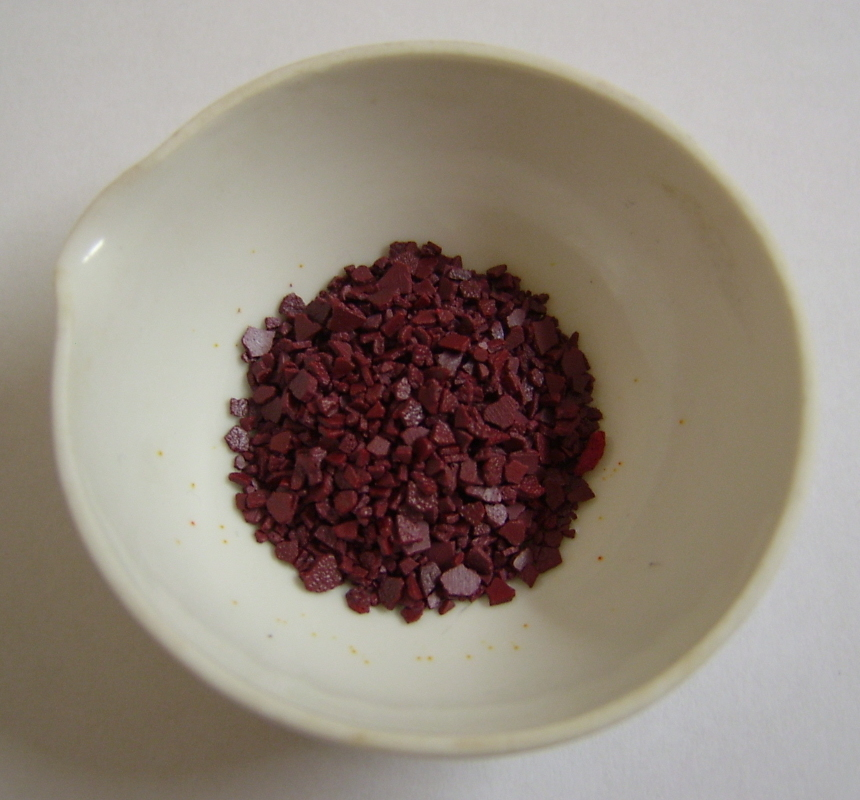
Цегляно-червоний колір непрореагованого триоксиду хрому (хромового ангідриду).

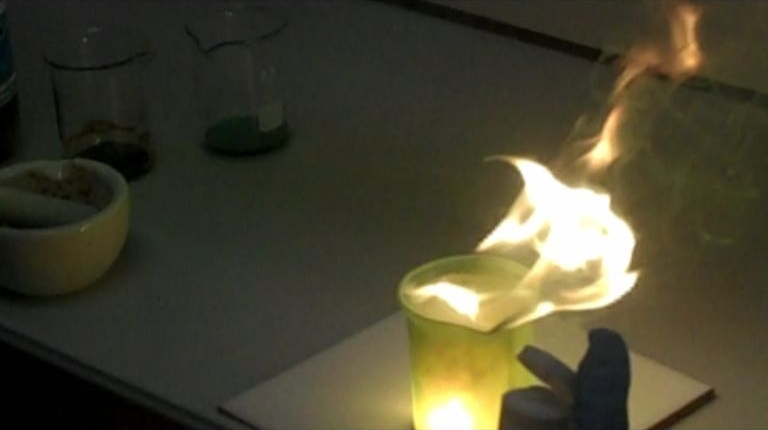
Неправильне поводження з триоксидом хрому може призвести до пожежі.

Хоча реагент Саретта дає хороші виходи кетонів, його перетворення первинних спиртів є менш ефективним. Крім того, виділення продуктів з реакційного розчину може бути ускладнене. Ці обмеження були частково усунуті з введенням окислення Коллінза. Активний інгредієнт в обох реактивах Саретта ідентичний тому, що використовується в так званому "Оксидації за Коллінсом", тобто піридиновому комплексі (CrO3(C5H5N)2. Окислення Коллінза відрізняється від окислення Саретта лише тим, що в ньому замість чистого піридину використовується метиленхлорид. Однак, спочатку запропоновані методи виконання окислення Коллінза і Саретта все ще не були ідеальними, оскільки гігроскопічність і пірофорні властивості реагенту Саретта ускладнюють його приготування. Ці проблеми призвели до вдосконалення протоколу окислення Коллінза, відомого, як варіант Реткліффа.